# Race of Champions 2019

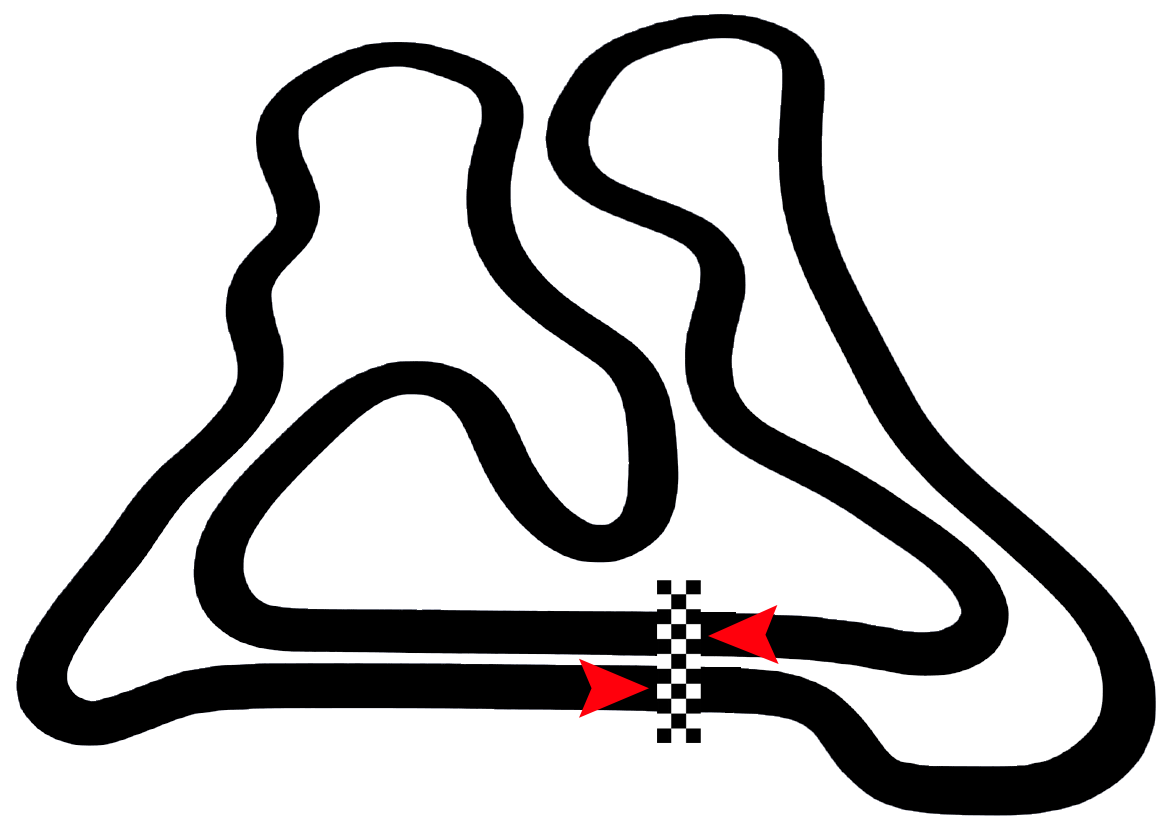
Tracciato della corsa

La Race of Champions 2019 è il 30° evento e si è tenuto a Città del Messico il 19-20 Gennaio 2019 nello stadio Foro Sol, è la prima volta in Messico e la 3° nelle Americhe.

## Partecipanti
I primi piloti confermati che parteciperanno sono Johan Kristoffersson e Tom Kristensen che formeranno il Team Nordic. Oltre a loro già confermata la presenza dell'immancabile Sebastian Vettel ed il debutto di Mick Schumacher che formeranno il Team Germania cercando di ripercorrere la strada che ha portato 6 vittorie consecutive tra il 2007 ed il 2012 al duo Vettel/Schumacher. Oltre al tedesco un altro pilota proviene dalla Formula 1, Pierre Gasly che insieme al campione del mondo di rally, Loïc Duval formano il team Francia. I padroni di casa hanno beh tre team, composto da piloti d'esperienza, come l'ex pilota di Formula 1, Esteban Gutiérrez e giovanissimi piloti come Patricio O'Ward. 

### Coppa per Nazioni
| Nations' Cup Team      | Pilota               | Serie nel 2019             |
| ---------------------- | -------------------- | -------------------------- |
| Germania               | Sebastian Vettel     | Formula 1                  |
| Germania               | Mick Schumacher      | Formula 2                  |
| Regno Unito            | David Coulthard      | Nessuno                    |
| Regno Unito            | Andy Priaulx         | WEC                        |
| Messico                | Patricio O'Ward      | Indy Lights                |
| Messico                | Esteban Gutiérrez    | Nessuno                    |
| Team Infinitum Messico | Memo Rojas           | European Le Mans Series    |
| Team Infinitum Messico | Benito Guerra Jr.    | Campionato del mondo rally |
| Team Telcel Messico    | Daniel Suárez        | NASCAR                     |
| Team Telcel Messico    | Rubén García Jr.     | NASCAR                     |
| Team Nordic            | Johan Kristoffersson | Rallycross                 |
| Team Nordic            | Tom Kristensen       | Nessuno                    |
| Sim Racing All Stars   | Enzo Bonito          | Esport Formula 1           |
| Sim Racing All Stars   | James Baldwin        | Nessuno                    |
| Brasile                | Helio Castroneves    | IMSA                       |
| Brasile                | Lucas di Grassi      | Formula E                  |
| Stati Uniti d'America  | Ryan Hunter-Reay     | IndyCar Series             |
| Stati Uniti d'America  | Josef Newgarden      | IndyCar Series             |
| Francia                | Pierre Gasly         | Formula 1                  |
| Francia                | Loïc Duval           | WEC                        |